# تلفوس ۵۲۶۴

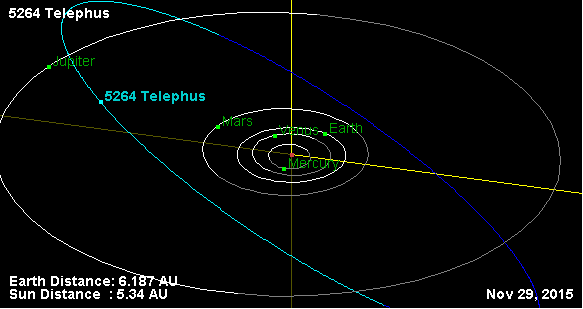
نمایی از محل قرارگیری سیارک تلفوس ۵۲۶۴ در مدار – ۲۰۱۵

سیارک ۵۲۶۴ (به انگلیسی: 5264 Telephus، نامگذاری:1991KC) پنج هزار و دویست و شصت و چهارمین سیارک کشف شده‌است که در ۱۷ مه ۱۹۹۱ کشف شد.
قدر مطلق سیارک برابر ۹٫۵۰ است.